# جزیره ویتساندی
جزیره ویتساندی (به انگلیسی: Whitsunday Island) یک جزیره در استرالیا است که در کوئینزلند واقع شده‌است.

## خصوصیات
جزیره ویتساندی ۲۷۵٫۰۸ کیلومترمربع مساحت دارد.

## نگارخانه

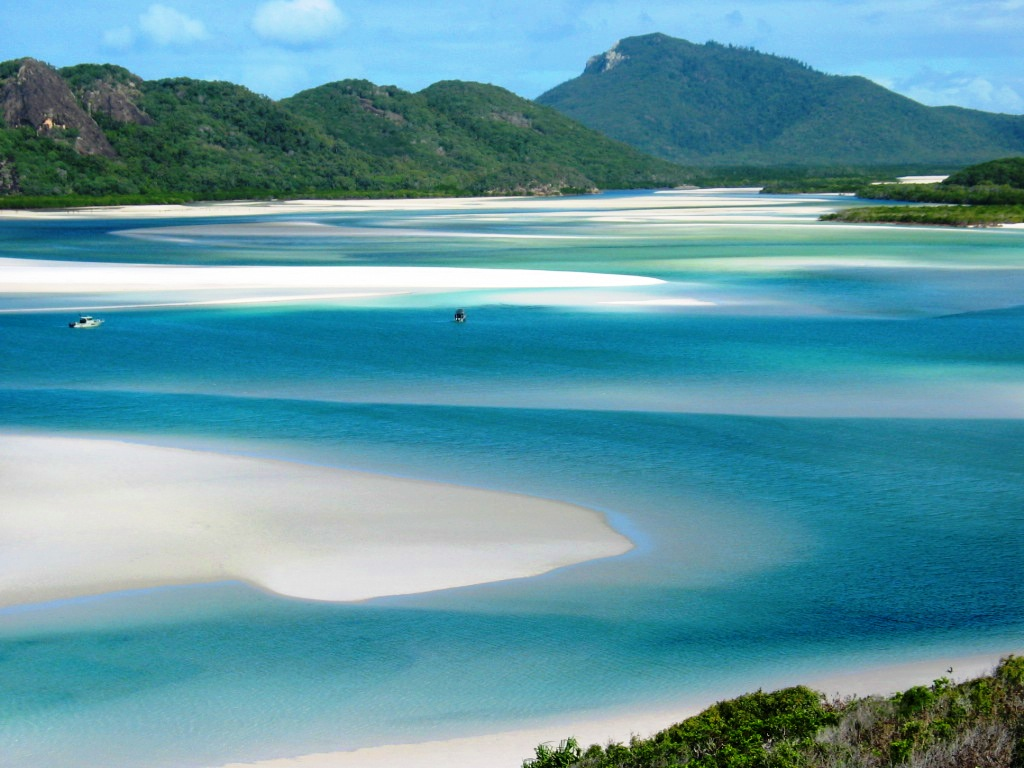
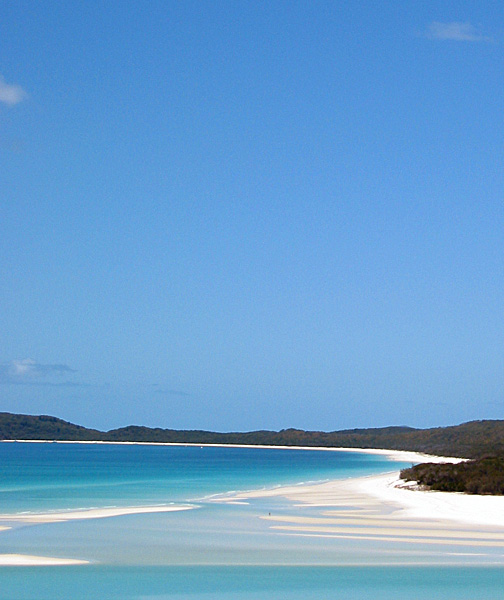
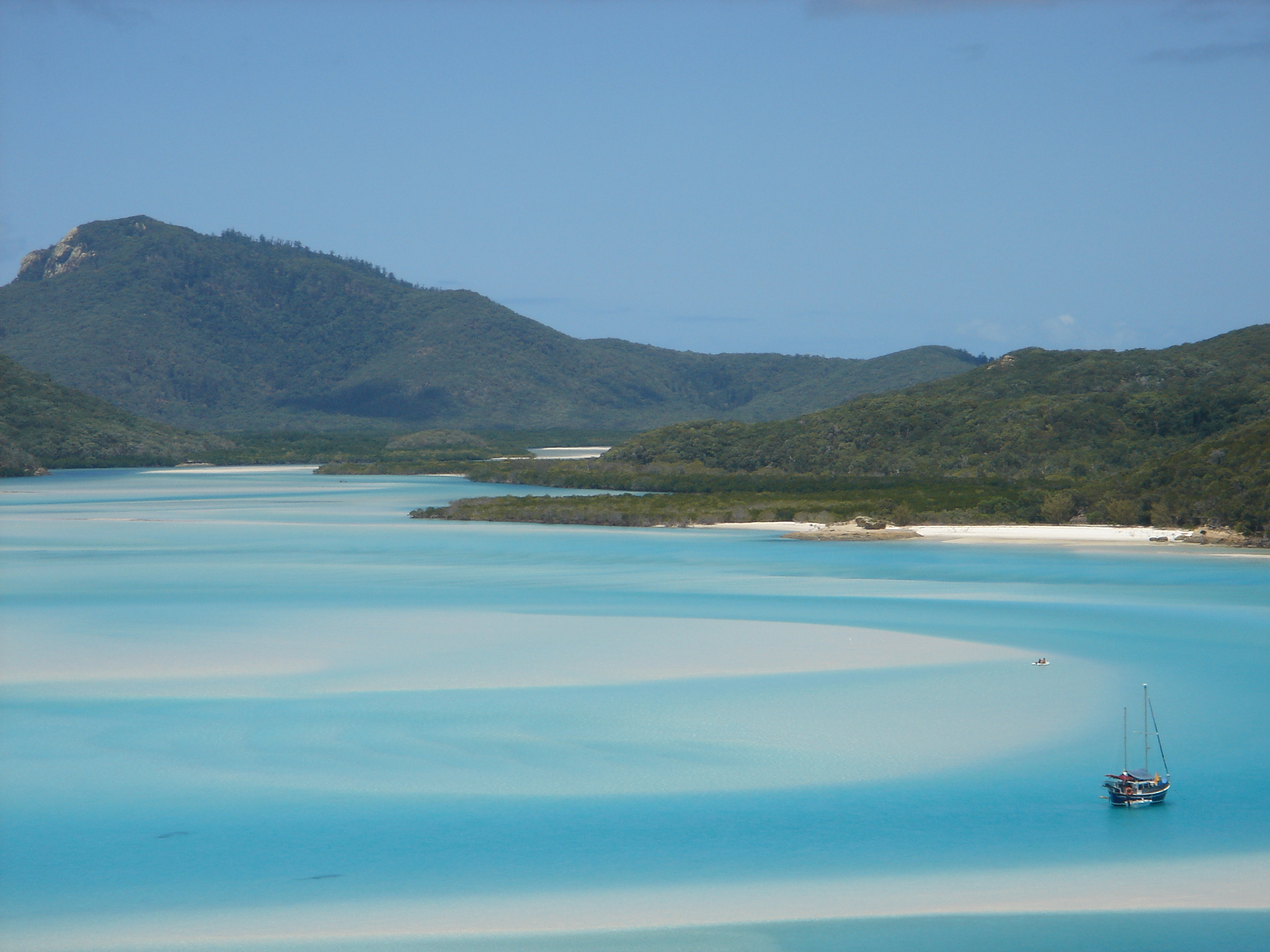
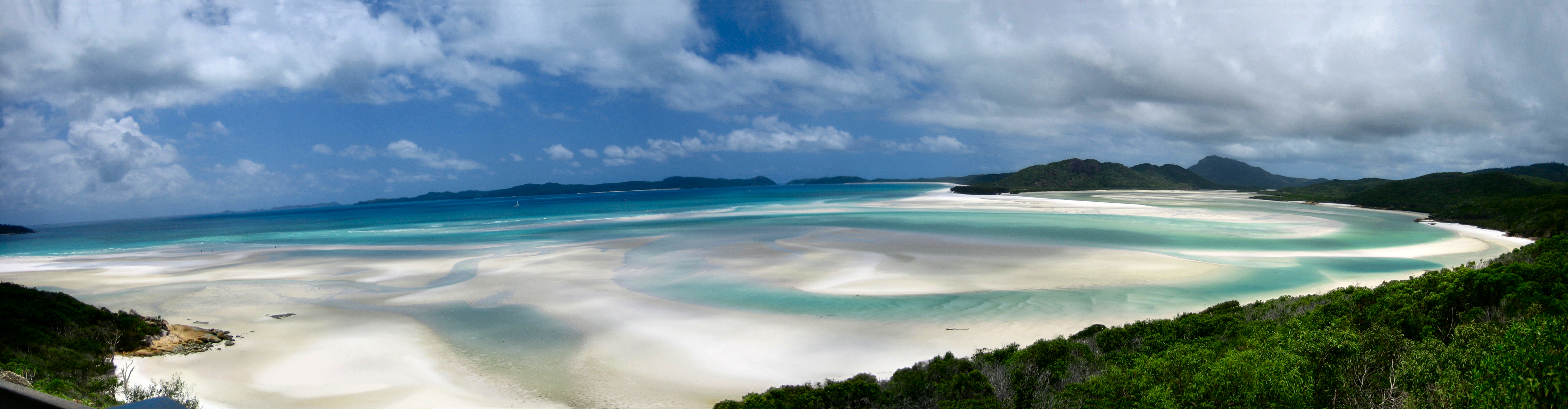